# Donatille Mukabalisa

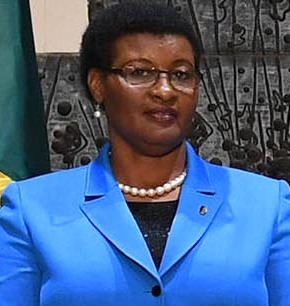

Donatille Mukabalisa (sinh ngày 30 tháng 7 năm 1960 tại Nyamata) là một luật sư và chính trị gia người Rumani, đáng chú ý là Chủ tịch Hạ viện. Bà đã được bầu làm Chủ tịch Quốc hội Rumani năm 2013 sau cuộc bầu cử quốc gia của đất nước.

## Tiểu sử
Donatille Mukabalisa sinh ngày 30 tháng 7 năm 1960 tại Nyamata. Bà dạy luật tại Đại học Độc lập Kigali.
Bà đã làm việc tại Tổ chức Y tế Thế giới khi kết thúc thời gian học và 16 năm tại Chương trình Phát triển Liên Hợp Quốc.
Mukabalisa quyết định tham gia chính trị vào năm 2000, sau cuộc diệt chủng và thời kỳ chuyển tiếp sau khi Paul Kagame trở thành Tổng thống Cộng hòa. Bà nói rằng những năm tháng ở một đất nước nơi "nhân quyền bị tổn hại nghiêm trọng" khiến bà phải đưa ra quyết định bắt đầu cuộc chiến chống lại sự bất công. Bà gia nhập Đảng Tự do Rwanda vào thời điểm đó không phải là đảng cầm quyền vào thời điểm đó nhưng ủng hộ đảng Mặt trận Yêu nước Rwandan của Paul Kagame. Bà được bầu vào quốc hội Rwanda sau cuộc bầu cử tháng 10 năm 2003. Bà vẫn ở vị trí đó từ năm 2003 đến năm 2008, từ năm 2011 đến 2013, bà trở thành thượng nghị sĩ. Sau đó, bà trở lại với tư cách là một thành viên của Quốc hội sau cuộc bầu cử lập pháp năm 2013 và với tư cách là ứng cử viên cho chức vụ Chủ tịch Hạ viện mặc dù có vài ghế do đảng của bà nắm giữ.